# Anglere
 For alternative betydninger, se Angler (kvæg).
Anglerne (opkaldt ifølge Saxo efter Humbles Søn Angel) er et folkeslag fra Angel i det nuværende Slesvig-Holsten der ligger mellem Flensborg Fjord i nord og Slesvig-fjord Slien i syd. Anglerne synes at have etableret et kongerige kort før vor tidsregnings begyndelse med kongesæde ved landsbyen landsbyen Bornsten ved Egernførde. Anglernes centrale kultsted synes at have været Torsbjerg Mose ved Sønder Brarup. De har ekspanderet mod vest indtil Vadehavet og grænsen i nord mod Over Jerstal-kredsens autonome småstammer (varinere) blev formentlig markeret af grænsevolden Olgerdiget ved Tinglev i 31 e.Kr.
Anglernes hjemsted var formodentlig Angel mellem Flensborg Fjord i nord og Slien i syd (muligvis helt ned mod Ejderen). Fra dette område ekspanderede de nordpå til egnen omkring Kolding, men blev efterfølgende trængt sydover igen af jyderne.
Denne nye pressede situation kan have været en del af baggrunden for udvandringen omkring år 450 til det centrale og nordlige England og East Anglia. Britannien havde indtil da været en romersk provins, men den var blevet opgivet som følge af romernes vanskeligheder med at holde sammen på riget i folkevandringstiden. Anglerne og sakserne blev egentlig tilkaldt som lejesoldater i de konflikter, der udspillede sig mellem de keltiske stammer efter romernes rømning, men de og en gruppe jyder satte sig efterfølgende fast i landet og fortrængte kelterne til Wales og Cornwall. I begyndelsen var der krig mellem anglere og saksere, som ikke kunne udstå synet af den anden. Senere fandt de dog sammen. Denne migration førte til at deres nye hjemland blev opkaldt efter dem, og herfra stammer navnet England. Et af den moderne verdens hovedsprog har altså sit navn fra Angler og Angel.
Befolkningen i nutidens Angel betegnes som angelboerne. De taler enten tysk eller dansk som modersmål.

## Etymologi
Det etniske navn "angler" har flere former, stavemåder, og betydninger. Den tidligst attesterede udgave er det latiniserede navn Anglii, en germansk stamme nævnt i Germania af Tacitus. Det antages at stamme fra navnet på det område, de oprindeligt beboede, Angelhalvøen (Angeln på moderne tysk). Dette navn er blevet formodet at stamme fra den tyske og oldnordiske rod til "smal" (sammenlign tysk og hollandsk eng = "smal", oldnordisk angr), hvilket betyder "smalt [vand]", det vil sige henviser til Sliens munding; Roden ville være angh, "snæver". En anden teori er, at navnet betød "krog" som ved fiskeri for fisk; Den indo-europæiske sprogforsker Julius Pokorny afleder det fra * ang-, "bøj" (se ankel).
I løbet af det femte århundrede blev alle germanske stammer, der invaderede Storbritannien, omtalt som englisc, der talte gammelengelsk (som var kendt som englisc, ængisk eller anglisk). Englisc går også tilbage til proto-indo-europæisk * h2enǵʰ-, hvilket betyder smal. Under alle omstændigheder kan anglerne have været kaldt sådan, fordi de var fiskere eller oprindeligt stammer fra sådanne, så England ville betyde "land for fiskerne", og engelsk ville være "fiskernes sprog".
Gregor den Store, i et brev, forenklet det latiniserede navn Anglii til Angli, sidstnævnte form udvikler sig til den foretrukne form af ordet. Landet forblev anglia på latin. Alfred den Store oversættelse af Orosius verdenshistorie bruger Angelcynn (-kin) til at beskrive England og det engelske folk; Bede brugte Angelfolc (-folk); Også sådanne former som Engel, Englan (folket), Englaland og Englisc forekommer, der alle viser i-mutation.
Saxo Grammaticus fortæller om de to sagnkonger Dan og Angel, som skulle have været brødre. I nærheden af Slesvig by findes endnu de to Danhøje.

## Tidlig historie

### Anglere under et andet navn
To betydningsfulde antikke geografer, Strabon og Plinius den ældre nævner ingenting om anglerne. Grundene for at de er udeladt er antagelig for at deres bosætning på sydkysten af Østersøen var betragtet som terra incognita, "ukendt land". Imidlertid har begge to beskrevet denne kyst. Eftersom anglerne havde et antaget geografisk navn, er det muligt, at de havde andre navne ikke baseret på geografi, eller af andre grunde.
Strabons redegørelse for slaget i Teutoburger-skoven giver sin kundskab om de sidste år af Augustus' styre og efter, hvilket er tidlig i det første århundrede. Strabon  hævder at kimbrere levede fortsat på halvøen (det vil sige Jylland) som de altid havde gjort, selv om en del af dem kunne lide at vandre. Hinsides floden Elben er folket ved kysten ukendte i Strabos værk, men syd for dem er svebere fra Elben til getae, gotere. Strabon arbejdede øst over fra Rhinen.
Plinius på den anden side arbejdede fra øst mod vest (4.13.94). Hans beskrivelse forlader Sortehavet, krydser bjergene Ripaei til kysten af det nordlige hav, og følger den vestover til Gadir i det, som i dag er Spanien. I den første retning ligger Skytien, hvor sarmatere, vistula veneti (baltiske venetere), skirere og hirriere er lokaliserede, så langt væk som Vistula (Wisła). Derefter begynder ingævonere ("Yngves folk"). Baunonia (Bornholm) er en ø, som ligger midt imod Skytien. Cylipenus, antagelig Kielerbugten, er beskrevet, og derfra er der en bugt, som kaldes Lagnus og som er grænsen mod kimbrere. Dets lokalitet er ikke kendt, men det er muligt at det var region Angel.
Hos Plinius består ingævonere af kimbrere og teutonere (også chaukere, men de var ikke i dette område). Hvis Lagnus lå ved grænsen nær kimbrerne og efter Kiel, må Angel have været området for teutonernes daværende bosættelse. Befolkningen i Angel var måske ikke kendt som "anglere" på dette tidspunkt.

### Tacitus
Muligvis er den ældste omtale af anglere nedtegnet af Tacitus' i værket Germania, kapitel 40, hvor "anglii" er nævnt i en liste over germanske stammer. Han giver ingen præcis indikation på deres geografiske beliggenhed, men efter konteksten må der være tale om den jyske halvø. Tacitus hævder i samme forbindelse, at sammen med seks andre stammer dyrkede de en gudinde ved navn Nerthus og dennes helligdom lå på "en ø i havet er der en hellig lund". De andre stammene var reudigni, auiones (øfolket), varini (varinere), eudoses (jyder), suarines og nuithones. Til sammen er de beskrevet som at være beskyttede af floder og skove, det vil sige umulig at angribe. Da eudoses er jyder, referer deres navn antagelig til lokaliteter som Jylland eller langs kysten af Østersøen. Hvis det er tilfældet, boede disse folk samme sted som kimbrere og teutonere hos Plinius. Kysten har tilstrækkelig med flodmundinger, indløb, sunde, floder, øer, sumpe og moseland til at være utilgængelig for de som ikke var kendt med området, eksempelvis romere som betragtede området som ukendt, utilgængelig og med en lille befolkning og af ringe økonomisk interesse.
De fleste forskere mener, at anglii, anglere, levede langs kysten af Østersøen, antagelig i den sydlige del af Jylland. Denne opfattelse er baseret delvis på angelsaksisk og danske traditioner angående personer og hændelser på 300-tallet, og delvis på det faktum, at påfaldende ligheder med kulten for Nerthus sådan som den er beskrevet hos Tacitus er fundet i mytologien i det førkristne Norden, særlig i den svenske og danske områder.
Tacitus' afhandling Germania er inkonsekvent med Strabo og Plinius på et betydelig punkt. Tacitus kalder Østersøen for det svebiske havet og ser de syv stammer som inkluderede anglii som svebere. Hos Plinius er sveberne blandt stammerne hos herminonere i mellemste Tyskland. Hos Strabo lå sveberne syd for kysten. Det svebiske sprog udviklede sig til gammelhøjtysk mens anglere og jyder var blandt dem, som talte gammelsaksisk.
Fra sit kerneområde ekspanderede anglerne videre mod nord og markerede tilsyneladende den nye nordgrænse med Æ Vold. Men i løbet af det 3. århundrede blev anglerne presset mod syd af jyderne, indtil de kun havde et lille område syd for Slien tilbage. En del af anglerne udvandrede omkring 200 sammen med varinerne til det nuværende Thüringen. De såkaldte engel-landsbyer (Feldengel, Kirchengel, Holzengel og Westerengel) i det nordlige Thüringen minder endnu i dag om anglernes tilstedeværelse i Thüringen. Anglerne nævnes også i den thüringske landskabslov fra 8. århundrede (Lex Angliorum et Werinorum hoc est Thuringorum).

### Suevi Angili
Klaudios Ptolemaios i hans værk Geografike hyfegesis (2.10), et halvt århundrede senere, præsenterer et noget mere komplekst syn. Sakserne er placeret ved nedre Elben, et område de kunne have opnået kun ved en udvidelse af den saksiske alliance. Øst for dem er teutonere og også en dissimilation af dem, teutonoari, som forklares som "mænd" (wer); det vil sige "teuton-mændene". Disse teutonere synes at have været lokaliseret i Angel og de landet som omgiver dette området.
Anglerne som sådan er ikke listet i det hele taget. I stedet findes syeboi angeilloi, latinisert til suevi angili, lokaliseret syd for midterste del af Elben. Grundet usikkerheden vedrørende dette afsnit har det været megen spekulation om det oprindelige hjemland for anglii. En teori er, at de eller dele af dem boede eller forflyttede sig sammen med andre kystfolk og måske gik ind i et forbund ved flodområdet langs Saale (i nabolaget til den antikke kanton Engilin) ved dalførene Unstrut nedenfor Kyffhäuserkreis, den samme region som det er antaget, at Lex Angliorum et Werinorum hoc est Thuringorum er kommet fra. De etniske navne frisere og varinere er attesterede i nabonavnene til disse saksiske eller svebiske landområder.
En anden foreslået løsning er, at disse anglere hos Ptolemaios er ikke dem fra Slesvig i det hele taget. I henhold til lingvisten Julius Pokorny er angri- i angrivariere som norrøne -angr i Hardanger og angl- i anglii, de kommer alle fra samme rodord, som betyder "bøjet", men i forskellig mening. Med andre ord, ligheden i navnene kan være helt tilfældig og reflekterer ikke nødvendigvis nogen etnisk enhed udover at være germanske. Suevi angili ville have været i Nedre Saksen (Niedersachsen) eller i nærheden af det, og som med Ptolemaios' suevi semnones (semnonere), var blandt sveberne på den tid.

### Beda
Den angelsaksiske kirkehistorikeren Beda den ærværdige hævder, at anglii, før de kom til De britiske øer, boede i et land, som blev kaldt for Angulus og "som ligger mellem landene for jydere og saksere, og er fortsat ubefolket til denne dag". Tilsvarende vidnesmål er givet af Historia Brittonum. Kong Alfred af England (849-899) og krønikeskriveren Æthelweard har identificerede dette sted med distriktet som i dag kaldes for Angel i provinsen Slesvig, skønt det kan have været større den gang, og denne identifikation stemmer overens med teksten hos Beda. I den fortælling, som den norske søfarer Ottar fra Hålogaland gav om sin to dages sørejse fra Oslofjorden og til Slesvig, fortalte han, at landet lå på styrbord, og Alfred gjorde tilføjelsen "på disse øer boede englere før de kom hertil". Bekræftelse er leveret af engelske og danske traditioner angående to konger ved navn Wermund og Offa af Angel (dansk Uffe hin Spage), og fra disse kommer kongeslægten i Mercia fra, og hvis handlinger er knyttet til Angel i Slesvig, og Rendsborg. Dansk tradition har bevaret nedtegnelserne af to guvernører af Slesvig, far og søn, i deres tjeneste: Frowinus (Freawine) og Wigo (Wig), som hævdede at stamme fra kongefamilien i Wessex. I løbet af 400-tallet invaderede anglerne det britiske øer sammen med en række andre germanske stammer. Efter denne tid optræder deres navn ikke på kontinentet, undtaget i titlen Suevi Angili.
Provinsen Slesvig har rige forhistorisk levninger som går tilbage til 300- og 400-tallet. En stort gravfelt med kremationer er blevet fundet ved Borgstedtfelde ca. 3 km nord for Rendsborg, og har afsløret en række urner og brocher (brystnåle) som minder meget om dem, som er fundet i hedenske, førkristne grave i England. Af endnu større betydning er de store ofringerne i moserne ved Thorsberg (i Angel) og Nydam Mose (i Sundeved) som indeholdt store mængder med våben, ornamentik, klæder, jordbrugsredskaper og lignende, og endvidere Nydambåden. Ved hjælp af disse opdagelser er anglernes kultur før invasionen og udvandringen til De britiske øer blevet rekonstrueret.

## Anglernes kongedømmer i England
I henhold til kilder som Bedas historie, efter at anglerne havde invaderet og indvandret på De britiske øer delte de sig op og oprettede efterhånden særskilte småkongedømmer i Nord Angelnen (Northumbria, det vil sige nord for floden Humber), Ost Angelnen (East Anglia), og Mittlere Angelnen (Mercia). Historikeren H.R. Loyn har observeret i denne sammenhæng, at "en sjøreise er vågal for stammeinstitusjoner", i den forstand at stammebaserede kongedømmer opstod i England. I tidligere tider var der to nordlige kongedømmer (Bernicia og Deira) og i to Midlands (Midtre Anglia og Mercia). Som et resultat fra påvirkningen fra vestsakserne blev alle de germanske stammene til sidst kaldt for angelsaksere af normannerne. Det vestsaksiske kongedømme havde erobret, forenede og grundlagde kongedømmet England på 900-tallet. Regionerne East Anglia og Northumbria er fortsat kendt under deres oprindelige navne den dag i dag. Northumbria var i sin tid stort rige og strakte sig så langt nord som til det, som i dag er sydøstlige Skotland, herunder Edinburgh, og så langt sydpå som til udløbet af Humber.
De som blev tilbage i det område, som anglerne forlod, er i dag den nordøstlige del af den nordligste tyske delstat Slesvig-Holsten på halvøen Jylland. Der er fortsat et mindre område som kaldes Angel i dag og er formet som en trekant som går groft set fra moderne Flensborg ved Flensborg Fjord til byen Slesvig og derefter til Masholm og Sliminde ved indløbet af Slien.

## Pave Gregor
Der findes en legende om pave Gregor I den store som tilsyneladende har en historisk forankring. Gregor kom til at overvære en gruppe med børn, som var anglere fra Deira, som var til salg som slaver på det romerske marked. Gregor spurgte om deres baggrund, og da de fortalte at de var anglii (angels =engler), svarede han med et latinsk ordspil: "Bene, nam et angelicam habent faciem, et tales angelorum in caelis decet esse coheredes" ("Det er godt for de har engles fjæs, og et sådant folk burde være medarvinger til englene i himmelen"). Efter sigende skal han derefter have sørget for, at deres hedenske hjemland blev konverteret til kristendommen.